# 皇别摄家
皇别摄家（日语：／ Kōbetsu-sekke */?），是日本江户时代一种由日本皇族男系子孙延续血脉的摄家。

## 定义
日本弘仁六年（815年），日本朝廷编纂了记录古代氏族谱系的《新撰姓氏录》，将日本氏族划分为三类：皇别，是日本天皇和皇子的子孙；神別，是天神與國神的子孙；诸蕃，是朝鲜半岛、中国大陆的渡来人。
日本大正九年，太田亮出版的《姓氏家系辞书》中，首先使用了“皇别摄家的鼻祖”一词来描述近卫信寻，这是皇别摄家最早的使用出处。这个词汇一开始专指迎立皇子皇孙为养子的三个家族，分别是：
- 迎立后阳成天皇第四子近卫信寻为养子后的近卫家
- 迎立后阳成天皇第九子一条昭良为养子后的一条家
- 迎立东山天皇第六子闲院宫直仁亲王第四子鹰司辅平为养子后的鹰司家[1]

## 由皇别摄家所分化出的家族

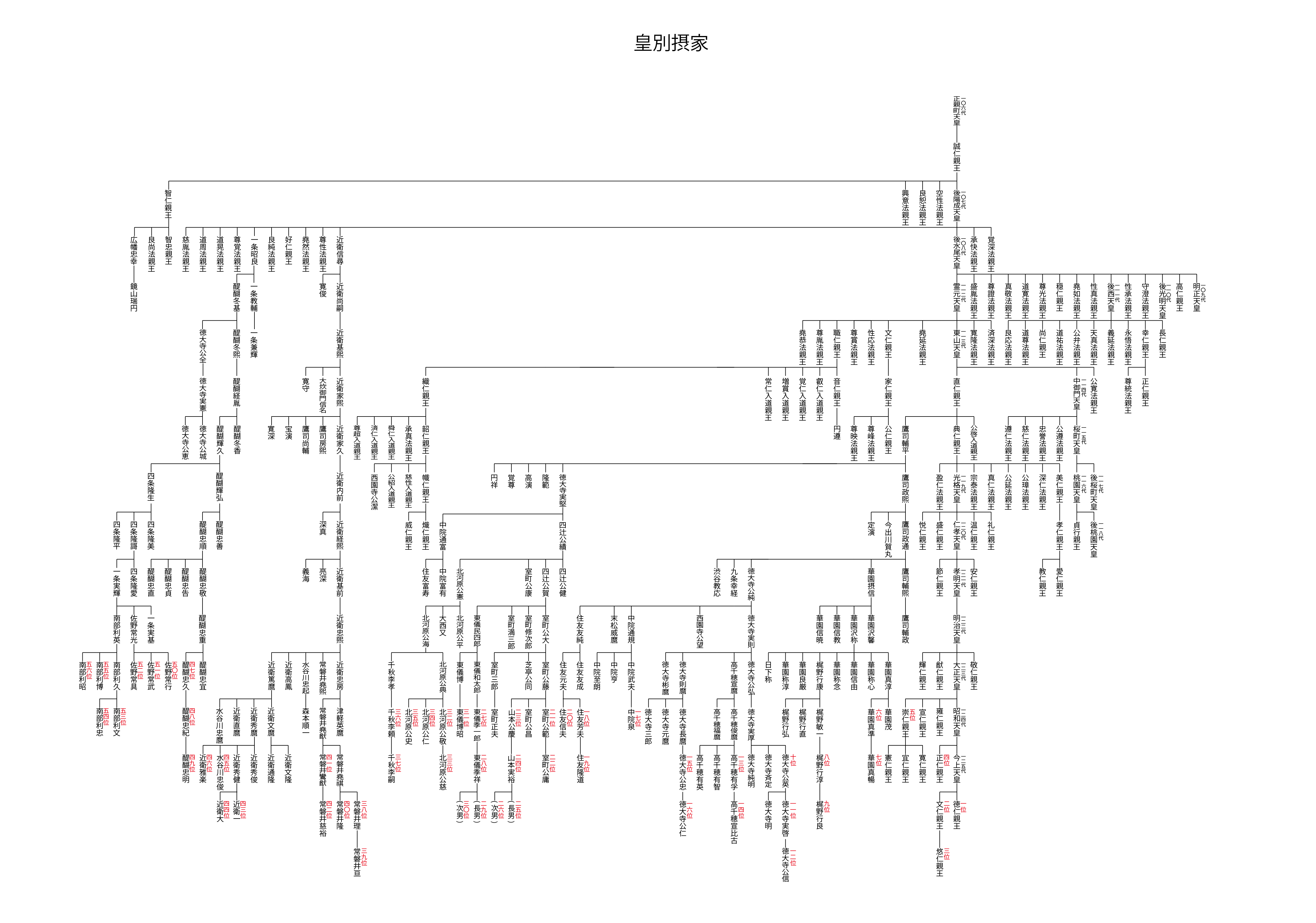
桂宮宜仁親王在2014年過世之際，皇別攝家還有51名男性後人在世

- 近卫信寻的子孙

- 近卫家（公爵近卫家分家、旧子爵）
- 水谷川家（旧堂上格、旧男爵）
- 常磐井家（真宗高田派法主、旧男爵）

- 一条昭良的子孙

- 醍醐家（旧堂上家、旧侯爵）
- 佐野家（佐野常民的后裔、旧伯爵）
- 南部家（旧盛冈藩主、旧伯爵）
- 四条家（从醍醐家迎立养子、旧侯爵）

- 鹰司辅平的子孙

- 德大寺家（旧堂上家、旧公爵）
- 德大寺家（公爵德大寺家分家、旧男爵）
- 菊亭家（旧堂上、旧侯爵）
- 华园家（真宗兴正派门主、旧男爵）
- 梶野家（旧永世华族、旧男爵）
- 高千穂家（英彦山神宫宫司、旧男爵）
- 中院家（旧堂上、旧伯爵）
- 住友家（旧财阀、旧男爵）
- 室町家（旧堂上、旧伯爵）
- 山本家（旧堂上、旧子爵）
- 東儀家
- 北河原家（旧堂上格、旧男爵）
- 千秋家（旧热田大宫司、旧男爵）